# ディミトリ・リエナール
ディミトリ・リエナール (Dimitri Liénard, 1988年2月13日 - ) は、フランスのサッカー選手。ポジションはMF。SCバスティア所属。

## 経歴
2013年夏、RCストラスブールに移籍した。ストラスブールは当時、フランス全国選手権に昇格した直後であったがリエナールは8得点を挙げ残留に貢献した。3シーズン後の2016-17シーズンにはクラブはリーグ・ドゥに昇格。そのシーズンを1位で終えたことで、クラブはリーグ・アンに復帰することができた。
2017年6月1日には、多少いざこざが起きたものの、ストラスブールとの契約を2年延長した。その際に自分はクラブの一員であると改めて述べた。そのシーズンでは5ゴール5アシストを記録し、チームの1部残留に貢献した。